# Challacolloïta
La challacolloïta és un mineral de la classe dels halurs. Rep el seu nom de la localitat on va ser descoberta, a Challacollo (Xile).

## Característiques
La challacolloïta és un halur, un clorur de potassi i plom de fórmula química KPb₂Cl₅. Va ser aprovada per l'Associació Mineralògica Internacional com a espècie vàlida l'any 2005. Cristal·litza en el sistema monoclínic. Forma intercreixements subparal·lels de làmines doblegades, i allargades probablement al llarg de [100]. La seva duresa a l'escala de Mohs es troba entre 2 i 3. És isostructural amb l'hephaistosita, de la qual és el seu anàleg amb potassi.
Segons la classificació de Nickel-Strunz, la challacolloïta pertany a «03.AA - Halurs simples, sense H₂O, amb proporció M:X = 1:1, 2:3, 3:5, etc.» juntament amb els següents minerals: marshita, miersita, nantokita, UM1999-11:I:CuS, tocornalita, iodargirita, bromargirita, clorargirita, carobbiïta, griceïta, halita, silvina, vil·liaumita, salmiac, UM1998-03-Cl:Tl, lafossaïta, calomelans, kuzminita, moschelita, neighborita, clorocalcita, kolarita, radhakrishnaïta i hephaistosita.

## Formació i jaciments
Va ser descoberta a la mina Lolon, a Challacollo (Regió de Tarapacá, Xile). També se n'ha trobat a Itàlia, el Japó i Rússia. És un mineral hidrotermal que es troba en filons epitermals en dipòsits de plata, com en la seva localitat tipus, a Xile. També es troba com a sublimat a prop de fumaroles volcàniques. Sol trobar-se associada a altres minerals com: cotunnita, boleïta, pseudoboleïta, hemimorfita, caracoïta, anglesita, nitratina, anhidrita o fluorita.